# Кыргызский авиационный институт
Кыргызский авиационный институт имени И. Абдраимова (кирг. И. Абдраимов атындагы Кыргыз авиациялык институту) — высшее авиационное учебное заведение Кыргызстана в области высшего, послевузовского, дополнительного, среднего профессионального и среднего общего образования.

## История
В 1973 г. - создано Фрунзенское авиационное техническое училище гражданской авиации по Постановлению ЦК КП Киргизии и Совета Министров Киргизской ССР № 320 от 12.07.1973 г. и Приказу Министерства гражданской авиации СССР № 157 от 13.08.1973 г.
В 1991 г. учебное заведение переименовано в Бишкекское авиационное техническое училище гражданской авиации по Постановлению Министерства гражданской авиации СССР № 205/У от 13.05.1991 г.
В 1994 г. - создан Кыргызский авиационный колледж на базе училища по Постановлениям Правительства Кыргызской Республики № 103 от 9.03.1994 г. и № 136 от 18.03.1994 г..
В 2017 г. - создан Кыргызский авиационный институт имени Ишембая Абдраимова по Постановлению Правительства Кыргызской Республики № 788 от 6.12.2017 г.
Руководители:
Назаров Иван Серафимович – начальник Фрунзенского авиационного технического училища гражданской авиации (1973 – 1987 гг.).
Неродюк Валентин Николаевич – начальник Фрунзенского авиационного технического училища гражданской авиации, Бишкекского авиационного технического училища гражданской авиации, Кыргызского авиационного колледжа им. И. Абдраимова (1987 – 1997 гг.).
Даиров Рахимбек Даирович – директор Кыргызского авиационного колледжа им. И. Абдраимова (1997 – 2015 гг.).
Курманов Улан Эсембекович – директор Кыргызского авиационного колледжа им. И. Абдраимова, Кыргызского авиационного института им. И. Абдраимова (2015 г. – настоящее время).

## Подготовка специалистов

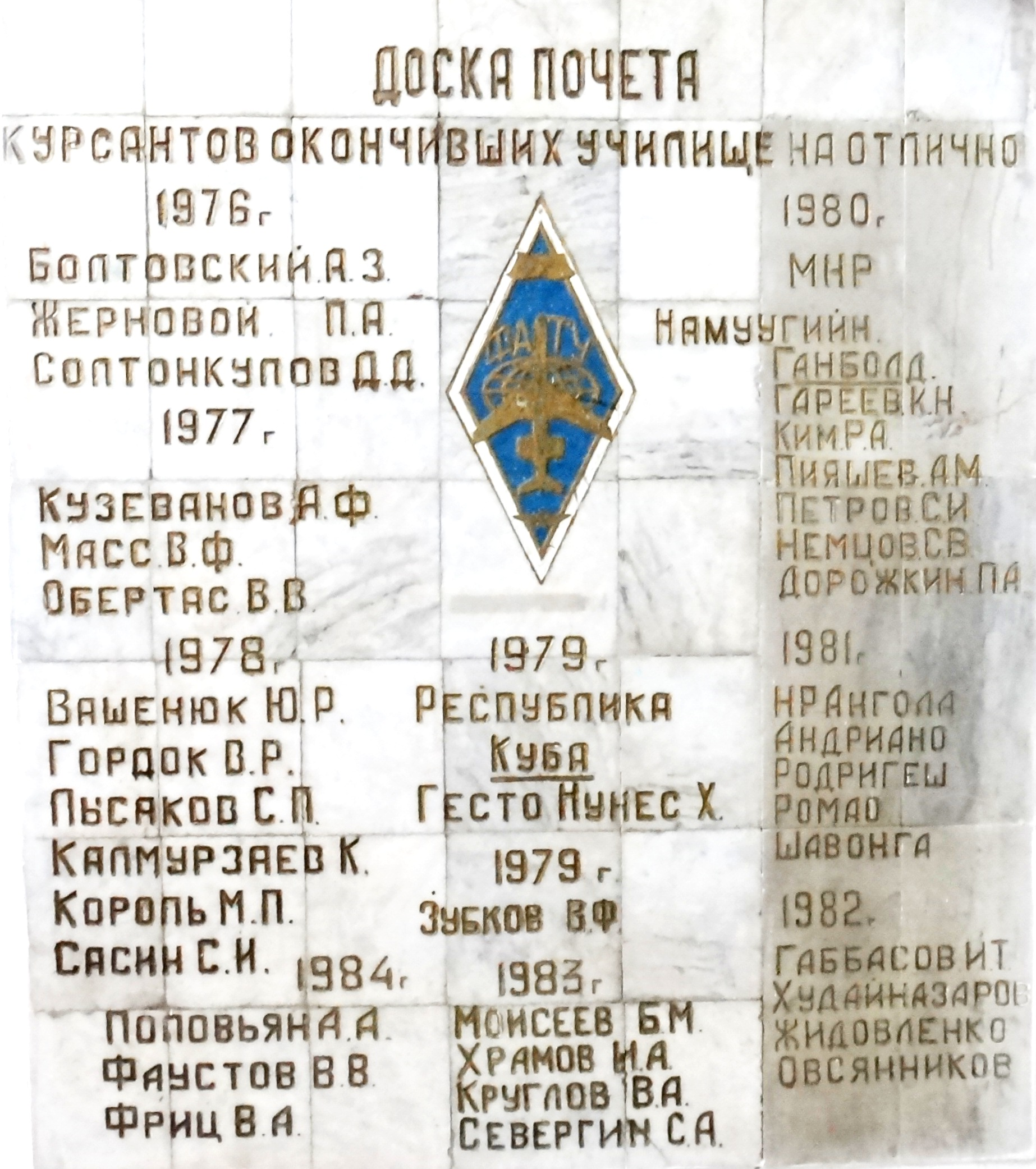
Доска почёта курсантов ФАТУ ГА

1974 г. - произведён первый набор более 200 курсантов: из Азербайджана - 10, Грузии - 7, Казахстана - 78, Кыргызстана - 74, Таджикистана - 9, Туркменистана - 9, Узбекистана - 19.
01.08.1976 г. - состоялся первый выпуск техников-механиков по обслуживанию самолётов и двигателей - 193 человека, из которых 16 получили диплом с отличием.
Первые выпускники были распределены и направлены на: авиапредприятия Казахстана - 55, Кыргызстана -35, России - 16, Таджикистана - 17, Туркменистана - 15, Узбекистана - 28, заводы гражданской авиации - 6, Бугурусланское и Краснокутское лётные училища гражданской авиации - 8. Свободный диплом получили 12 человек.
1979-1992 гг. - училище подготовило выпуск авиационных техников для стран дальнего зарубежья, - Ангола, Афганистан, Вьетнам, Гвинея-Бисау, Иордания, Йемен, Кампучия, Куба, Лаос, Мадагаскар, Мали, Мозамбик, Монголия, Нигерия, Сан-Томе и Принсипи и Сьерра-Леоне.
02.06.1979 г. - состоялся первый выпуск для Республики Куба.
29.05.1980 г. - состоялся первый выпуск для Монгольской Народной Республики.
29.05.1981 г. - состоялся выпуск для Народной Республики Ангола.
29.05.1983 г. - состоялся выпуск для Республик Мадагаскар, Гвинея-Бисау и Социалистической Республики Вьетнам.
29.05.1984 г. - состоялся выпуск для Демократической Республики Сан-Томе и Принсипи, Народной Республики Кампучии.
С 1974 по 1994 год по специальности 1703 «Техническая эксплуатация летательных аппаратов и двигателей» были подготовлены техники-механики и направлены на авиапредприятия Кыргызстана – 408 человек, Казахстана – 735, России – 1161, Таджикистана – 128, Туркменистана – 255, Узбекистана – 458, для стран дальнего зарубежья - 84.
С 1974 г. - училище готовило специалистов:
- 1703 «Техническая эксплуатация летательных аппаратов и двигателей».

1993 г. - училище начало подготовку по специальностям:
- 2107 «Средства механизации и автоматизации на воздушном транспорте»,
- 2401 «Организация перевозок и управление на воздушном транспорте».

1997 г. - колледж начал подготовку по специальностям:
- 2402 «Управление движением воздушного транспорта»,
- 2403 «Лётная эксплуатация летательных аппаратов»,
- 2313 «Сервис на воздушном транспорте».

2010 г. - колледж открыл специальности:
- 2007 «Техническая эксплуатация электрифицированных и пилотажно-навигационных комплексов»,
- 2404 «Обслуживание летательных аппаратов горюче-смазочными материалами.

В настоящее время институт готовит авиаспециалистов с высшим и средним образованием.

#### Программа среднего профессионального образования (колледж)[3]
160504 «Летная эксплуатация летательных аппаратов», квалификация – пилот;
160901 «Техническая эксплуатация летательных аппаратов и двигателей», квалификация – техник;
160902 «Обслуживание летательных аппаратов горюче-смазочными материалами», квалификация – техник;
160904 «Техническая эксплуатация электрифицированных и пилотажно-навигационных комплексов», квалификация – техник;
160905 «Организация перевозок и управление на воздушном транспорте», квалификация – техник;
170103 «Эксплуатация судовых энергетических установок» (на водном транспорте), квалификация – техник-судомеханик;
«Техническая эксплуатация беспилотных летательных аппаратов», квалификация – техник;
230110 «Техническое обслуживание средств вычислительной техники и компьютерных сетей», квалификация – техник;
280501 «Транспортная безопасность» (на воздушном транспорте), квалификация – специалист по авиационной безопасности;
080501  «Менеджмент на воздушном транспорте», квалификация – менеджер.

#### Программа высшего профессионального образования (бакалавриат)[4]
670200 Эксплуатация транспортно-технологических машин и комплексов -
- «Летная эксплуатация летательных аппаратов»;
- «Обслуживание летательных аппаратов горюче-смазочными материалами»;
- «Техническая эксплуатация летательных аппаратов и двигателей»;
- «Техническая эксплуатация электрифицированных и пилотажно-навигационных комплексов».
670300 Технология транспортных процессов -
- «Организация перевозок и управление на воздушном транспорте»;
- «Транспортная безопасность»;
- «Управление движением воздушного транспорта».
580200 Менеджмент -
- «Менеджмент на воздушном транспорте».
Кыргызский авиационный институт имеет сертификат Межгосударственного авиационного комитета, удостоверяющий, что был одобрен в качестве учебного заведения гражданской авиации, осуществляющего виды подготовки:
- высшее профессиональное образование,
- среднее профессиональное образование,
- дополнительное профессиональное образование (первоначальная подготовка, переподготовка и повышение квалификации).

## Структура
Основные подразделения Кыргызского авиационного института им. И. Абдраимова:
- факультет гражданской авиации,
- кафедра лётно-технической эксплуатации воздушных судов и организации управления в транспортных системах,
- кафедра естественно-научных дисциплин,
- отделение среднего профессионального образования,
- цикловая комиссия специальных дисциплин,
- цикловая комиссия общетехнических и профессиональных дисциплин,
- цикловая комиссия социально-экономических дисциплин,
- цикловая комиссия языков,
- лаборатория авиамоделизма,
- лаборатория авиационной безопасности и безопасности полётов,
- лаборатория космонавтики и ракетостроения,
- опытно-конструкторская лаборатория,
- лаборатория социологических исследований,
- заочное отделение,
- отдел повышения квалификации и дополнительного образования,
- учебный полигон,
- библиотека,
- музей Ишембая Абдраимова,
- музей гражданской авиации Кыргызстана.

## Награды
15.10.1974 г. – училищу вручено Красное Знамя, Приказ МГА № 210 от 15.10.1974.
14.06.1979 г. – училище награждено Почетной грамотой Президиума Верховного Совета Киргизской ССР.
1981 г. – училищу за большую и плодотворную работу по подготовке специалистов гражданской авиации, интернациональному воспитанию молодежи присуждена премия Ленинского комсомола Киргизии 1979-80 гг..
1982 г. – училищу присвоено звание образцового среднего специального учебного заведения Киргизии.
1984 г. – училище награждено Переходящим Красным знаменем Министерства гражданской авиации СССР.
1998 г. – Кыргызский авиационный колледж награжден Почетной грамотой Министерства транспорта и коммуникаций Кыргызской Республики.
2013 г. – коллектив колледжа за особый вклад в подготовку специалистов гражданской авиации государств - участников Содружества награжден статуэткой Межгосударственного авиационного комитета.
2013 г. – колледж за большой вклад в развитие авиации Кыргызстана и подготовку высококвалифицированных специалистов награжден Почётной грамотой Бишкекского городского кенеша.

## Интересные факты
На территории института установлены памятники лётчикам Ишембаю Абдраимовичу Абдраимову (1914-2001), Тимуру Михайловичу Фрунзе (1923-1942) и Абдували Султаналиевичу Курбаналиеву (1906-1971).